# ANZUS
Ne doit pas être confondu avec AUKUS.
L'ANZUS (de l'anglais ANZUS Security Treaty, acronyme d'Australia, New Zealand, United States Security Treaty) est un pacte militaire d'alliance (traité trilatéral) signé à San Francisco, en Californie, le 1er septembre 1951, entre l'Australie, la Nouvelle-Zélande et les États-Unis.
Le traité prévoit notamment que les trois pays se consultent vis-à-vis des questions de sécurité touchant à la zone Pacifique. Un organisme permanent de consultation a été établi au ministère australien des Affaires étrangères, à Canberra. Selon The Strategist, l'ANZUS « tire d'énormes avantages de la culture et de la langue partagées par ses membres. La collaboration entre l'Australie et les États-Unis est étendue, avec des centaines de membres des forces de défense australiennes intégrés dans l'armée américaine », notamment grâce à une interopérabilité naturelle des États de l'ANZUS, qui a par exemple facilité leur collaboration dans la lutte contre les mégafeux de brousse en Australie (« les pompiers des États-Unis ont déclaré qu'il n'avait pas été difficile d'assumer leurs rôles et de se mettre au travail dans un nouveau pays. Le système de commandement des interventions utilisé pour lutter contre les incendies est standardisé dans tous ces pays »), mais contrairement à l'OTAN, l'ANZUS ne dispose pas d'un quartier général et n'a pas de stratégie claire en termes de contribution à la sécurité régionale.
Depuis les années 1980, les États-Unis considèrent que le traité est suspendu entre les États-Unis et la Nouvelle-Zélande. Le traité trilatéral a donc peu de sens à ce jour, et a cédé la place à des rapports bilatéraux entre Washington et Canberra d'une part, et Wellington et Canberra de l'autre.

## Histoire

Carte des États membres de l'ANZUS.

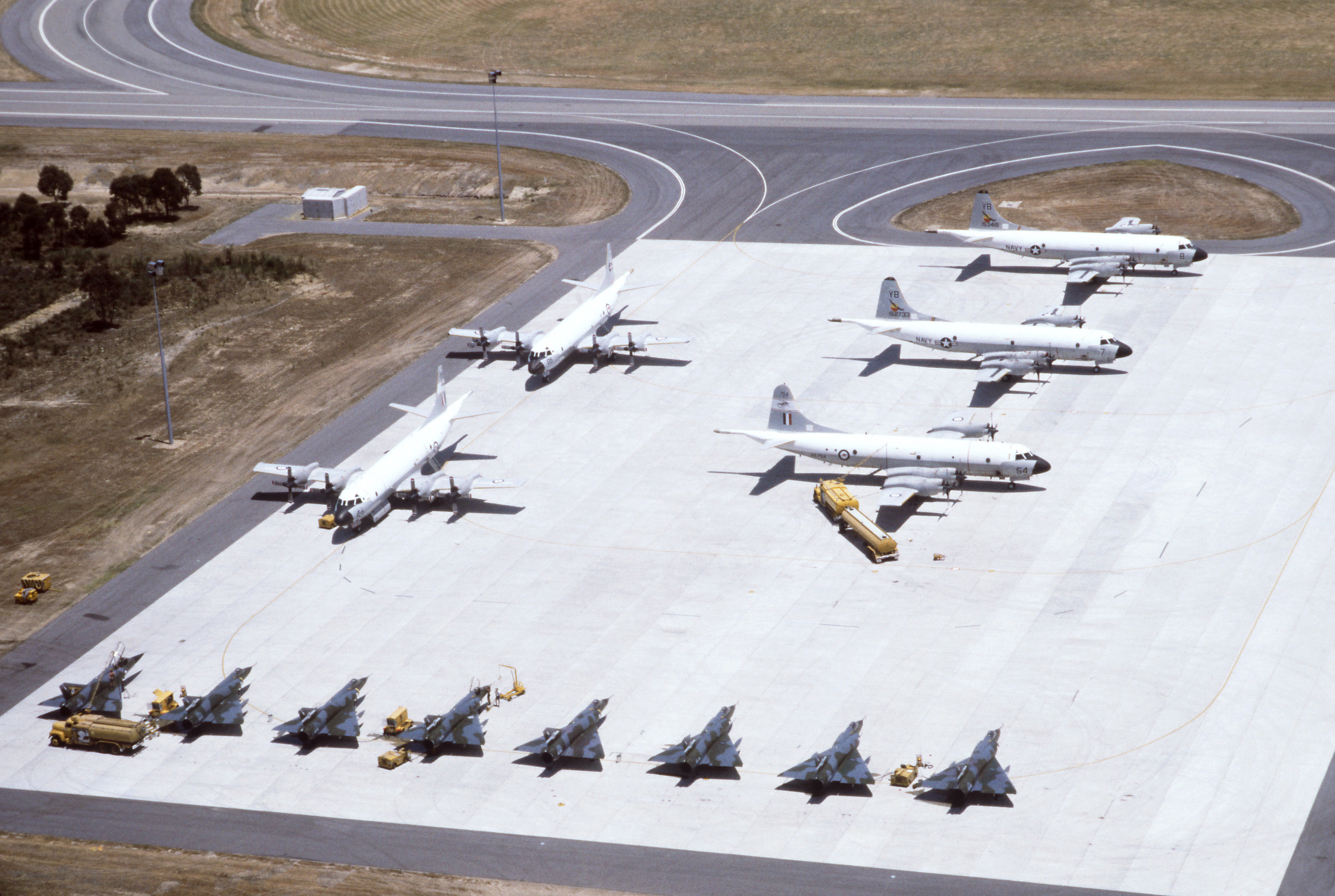
Mirage III de la Royal Australian Air Force et Lockheed P-3 Orion des 3 membres de l'ANZUS lors des exercices Sandgroper '82.

À l'origine, le traité se dressait contre l'éventuelle renaissance du militarisme japonais. Puis, l'alliance se fonda rapidement dans la politique américaine de containment face au développement du communisme en Asie, dans le contexte de la guerre froide. Les États-Unis remplacèrent dès lors le Royaume-Uni comme puissance tutélaire dans le Pacifique.
Les États-Unis, l'Australie et la Nouvelle-Zélande participent ensemble à la guerre de Corée et à la guerre du Viêt Nam. En 2001, malgré la suspension du traité entre Wellington et Washington, la Nouvelle-Zélande participe à l'opération Enduring Freedom en Afghanistan, aux côtés des États-Unis et de l'Australie. Toutefois, la Nouvelle-Zélande ne participe pas à la guerre en Irak en 2003, alors que l'Australie y participe.

### Rupture entre Nouvelle-Zélande et États-Unis
En 1985, le gouvernement néo-zélandais du Premier ministre travailliste David Lange interdit à tout navire à propulsion nucléaire navale et/ou muni d'armes nucléaires de pénétrer les eaux territoriales néo-zélandaises, dans le cadre de la politique anti-nucléaire du pays. Or, les États-Unis refusent de préciser si leurs navires sont munis de la sorte, ce qui amène la Nouvelle-Zélande à bannir tout navire de la marine américaine de ses ports. Les États-Unis répliquent alors en considérant que l'ANZUS ne les lie plus à la Nouvelle-Zélande. Le gouvernement américain affirme peu après que la Nouvelle-Zélande est désormais « un pays ami, mais pas un allié ».
L'application du traité entre ces deux pays demeure suspendue à ce jour mais avec l'abandon des armes nucléaires embarquées (hors SNLE) depuis 1992, cette rupture est, dixit Christopher Hill en 2006, une « relique ».
Selon Amy Catalinac, chercheuse à l'université Harvard (2010), ce « différend » est un exemple d'opposition intra-alliance d'un petit État envers son allié le plus fort dans le cadre d'un traité dissymétrique. En se basant sur « des entretiens avec 22 personnes impliquées dans le différend et l'analyse du contenu des débats au parlement néo-zélandais de 1976 à 1984 », il est conclu que « le désir d'une plus grande autonomie en matière de politique étrangère a été le facteur moteur de l'opposition de la Nouvelle-Zélande ». Divers auteurs ont estimé que ce « différend » est un cas d'école dans lequel une superpuissance a échoué à gérer un différend au sein d'une alliance avec un petit pays, alors que diverses études ont prouvé qu'en général, « les superpuissances jouissent de positions avantageuses et manipulent facilement l'opposition de leurs alliés de moindre importance ».
Dans ce cas, le David néo-zélandais a gagné contre le Goliath américain qui n'a pas pu ou su modifier la politique néo-zélandaise de dénucléarisation (NFP), incompatible avec le traité ANZUS.

### Liens Australie-États-Unis
L’Australie, où l'ANZUS a été l'un des piliers majeurs de la politique étrangère du pays, reste un partenaire important des États-Uni,. Elle continue à s'appuyer sur le traité ANZUS (par exemple en offrant son aide aux États-Unis après les attentats du 11 septembre 2001) et elle a un rôle clé dans la promotion de la stabilité régionale en Asie du Sud-Est et dans le Pacifique Sud-Ouest ; l'Australie soutient aussi les États-Unis, en lien avec les principaux États de la région, dans la lutte contre le terrorisme en Asie du Sud-Est, et en dirigeant les efforts de maintien de la paix dans la zone Asie-Pacifique.